# Квічаль борнейський
Квіча́ль борнейський (Zoothera everetti) — вид горобцеподібних птахів родини дроздових (Turdidae). Ендемік Малайзії. Вид названий на честь британського колоніального адміністратора і колекціонера Альфреда Еверетта.

## Опис
Довжина птаха становить 19-23 см. Верхня частина тіла темно-оливково-коричнева, бічні сторони шиї і живіт мають легкий оливково-зелений відтінок. Обличчя і горло білуваті, навколо очей білуваті кільця. Під дзьобом темно-коричневі "вуса", скроні темно-коричневі, поцятковані охристими плямами. Нижня частина тіла оранжева або рудувато-каштанова, живіт білуватий, нижня частина живота і нижні покривні пера хвоста світло-оранжеві. Дзьоб темний, лапи коричневі.

## Поширення і екологія
Борнейські квічалі є ендеміками Калімантану, де вони мешкають в горах Сабаху і Сараваку. Вони живуть в підліску вологих гірських і хмарних тропічних лісів, на берегах річок і струмків. Зустрічаються поодинці або невеликими зграйками, на висоті від 1200 до 2300 м над рівнем моря. Живляться комахами і червами, яких шукають в ґрунті.

## Збереження
МСОП класифікує стан збереження цього виду як близький до загрозливого. За оцінками дослідників, популяція борнейських квічалів становить від 6 до 15 тисяч птахів. Їм загрожує знищення природного середовища.